# Józefów nad Wisłą (gemeente)
De gemeente Józefów nad Wisłą (tot 2003 gmina Józefów is een stad- en landgemeente in het Poolse woiwodschap Lublin, in powiat Opolski (Lublin).
De zetel van de gemeente is in Józefów nad Wisłą.
Op 30 maart 2005, telde de gemeente 7369 inwoners.

## Oppervlakte gegevens
In 2002 bedroeg de totale oppervlakte van gemeente Józefów nad Wisłą 141,56 km², waarvan:
- agrarisch gebied: 68%
- bossen: 22%

De gemeente beslaat 17,60% van de totale oppervlakte van de powiat.

## Demografie
Stand op 30 juni 2004:
| Omschrijving                   | Totaal | Totaal | Vrouwen | Vrouwen | Mannen | Mannen |
| ------------------------------ | ------ | ------ | ------- | ------- | ------ | ------ |
| eenheid                        | aantal | %      | aantal  | %       | aantal | %      |
| inwoners                       | 7 037  | 100    | 3 451   | 49,04   | 3 586  | 50,96  |
| bevolkingsdichtheid (inw./km²) | 50     | 50     | 24,52   | 24,52   | 25,48  | 25,48  |

In 2002 bedroeg het gemiddelde inkomen per inwoner 1 278,63 zł.

## Plaatsen
Stad Józefów nad Wisłą en de dorpen:
Basonia, Boiska-Kolonia, Bór, Chruślanki Józefowskie, Chruślanki Mazanowskie, Chruślina, Chruślina-Kolonia, Dębniak, Idalin, Kaliszany-Kolonia, Kolczyn, Mariampol, Mazanów, Miłoszówka, Niesiołowice, Nieszawa, Nieszawa-Kolonia, Nietrzeba, Owczarnia, Pielgrzymka, Pocześle, Prawno, Rybitwy, Spławy, Stare Boiska, Stare Kaliszany, Łopoczno, Stasin, Stefanówka, Studnisko, Ugory, Wałowice, Wałowice-Kolonia, Wólka Kolczyńska

## Aangrenzende gemeenten
Annopol, Dzierzkowice, Opole Lubelskie, Solec nad Wisłą, Tarłów, Urzędów